# 위화타이구

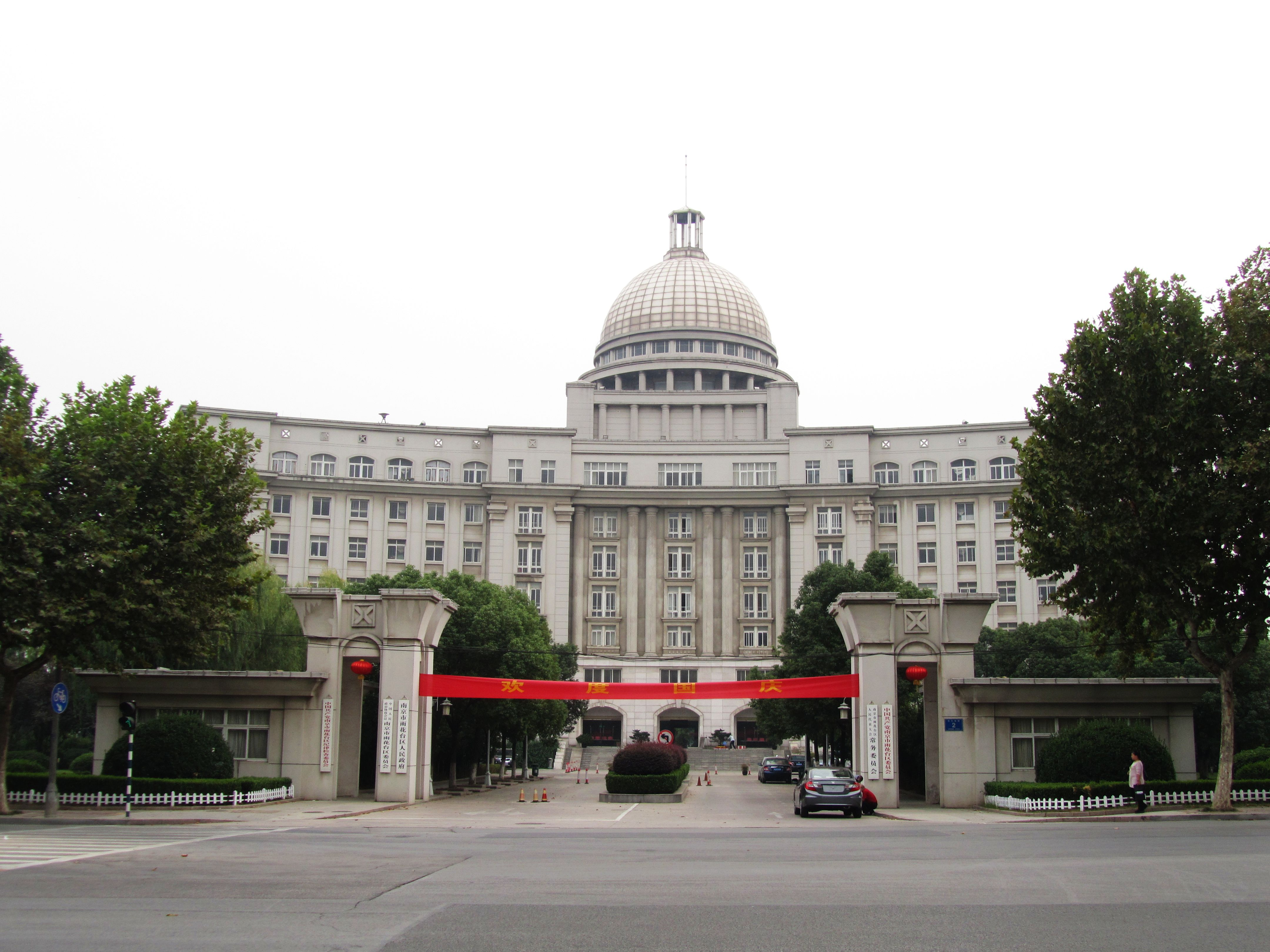

위화타이구(한국어: 우화태구, 중국어: 雨花台区, 병음: Yǔhuātái Qū)는 중화인민공화국 장쑤성 난징시의 행정구역이다. 넓이는 134km2이고, 인구는 2007년 기준으로 210,000명이다.

## 행정 구역
7개 가도를 관할한다.
- 가도: 寧南街道, 鐵心橋街道, 板橋街道, 西善橋街道, 賽虹橋街道, 雨花新村街道, 梅山街道.